# Żnin
Żnin es un municipio de Polonia, en el voivodato de Cuyavia-Pomerania y en el condado de Żnin. Se extiende por una área de 8,35 km², con 14 169 habitantes, según los censos de 2017, con una densidad de 1696,9 hab/km².